# 1226
1226 (MCCXXVI) je bilo navadno leto, ki se je po julijanskem koledarju začelo na četrtek.

## Dogodki

### Evropa
- Mazovijski vojvoda Konrad I. pozove Križnike, naj mu pomagajo obraniti meje njegove vojvodine in pokoriti poganske baltske Pruse. Za protiuslugo jim da v fevd pokrajino Kulmerland (Chelminsko), ki postane izhodišče njihovih križarskih vojnih pohodov proti severu in vzhodu. ↓
- 23. marec → Rimini, Italija: rimsko-nemški cesar Friderik II. izda Zlato bulo, v kateri potrdi pravice nemškega viteškega reda Križnikom nad chełmninsko pokrajino. Hkrati si pridrži pravice, da njihove osvojitve vključi v Sveto rimsko cesarstvo.
- 13. september - Albižanska križarska vojna: francoski kralj Ludvik VIII. zavzame Avignon po treh mesecih obleganja. Prvo leto borbe proti upornikom bi bilo uspešno, če ne bi kralj huje zbolel z grižo.
  - Med obleganjem zaradi epidemije zboli in umre mejni grof Namurja Filip II.. Nasledi ga mlajši brat Henrik II.
- 17. september - Montferraški markiz Vilijem VI. umre med pripravami na ponovno zavzetje Solunskega kraljestva. V marki Montferrat ga nasledi sin Bonifacij II.
- 7. november - Umre francoski kralj Ludvik VIII.. Nasledi ga 12 letni sin Ludvik IX.. V njegovem imenu vlada kraljica-mati Blanka Kastiljska.

- 15. november - Na kolesu je zaradi umora kölnskega nadškofa Engelberta II. Berškega usmrčen njegov morilec grof Friderik Isenberški. Ker je bil izobčen, so njegovi potomci razdedinjeni. Veliko posesti se polasti njegov bratranec grof Marke Adolf I.
- Rekonkvista: portugalski kralj Sančo II. zavzame mavrski Elvas.
- Severnonemško mesto Wittenburg prevzame zakone[1] mesta Lübeck, korak v postopnem oblikovanju trgovsko-politične zveze Hansa.
- Umrlega vojvodo Limburga Valerana IV. nasledi mlajši brat Henrik IV.
- Papež Honorij III. potrdi vodilo karmeličanov.

### Azija
- 10. julij - Umrlega abasidskega kalifa As-Zahirja nasledi sin Al-Mustansir.
- 9. marec - Horezmijski šah Džalal ad-Din zavzame gruzijsko prestolnico Tbilisi. V pokolu, ki sledi po zavzetju, umre več kot 100.000 prebivalcev mesta. Velika večina jih namreč zavrne, da bi se spreobrnili v islam. 1227 ↔
- Tributarno tangutsko cesarstvo Zahodna Xia se upre mongolski nadoblasti. Džingiskan prične z ofenzivo proti upornemu cesarstvu. 1227 ↔
  - Umrlega cesarja Zahodne Xie Xianzonga nasledi cesar Mozhu, v prevodu "Zadnji cesar".
- Vietnam: konec dinastije Ly, začetek dinastije Tran. Razlog je poroka zadnje cesarice-regentinje Ly Chieu Hoang s princem Tran Thai Tongom, ki postane začetnik dinastije Tran. Oba sta za čas poroke še mladoletna.

## Rojstva
- 21. marec - Karel Anžujski, sicilski kralj († 1285)
- 21. junij - Boleslav V. Sramežljivi, poljski nadvojvoda († 1279)

Neznan datum
- Ana Ogrska († 1244 ali 1285)
- Ata-Malik Džuvejni, perzijski zgodovinar in politik († 1283)
- Blanka Navarska, bretonska vojvodinja († 1283)
- Gertruda Avstrijska, mejna grofinja Badna († 1288)
- Gregorius Bar-Hebraeus, katolikos sirske ortodoksne cerkve († 1286)
- Gvido Dampierre, flandrijski grof, namurski markiz († 1305)
- Herman VI., mejni grof Badna († 1250)
- Humilitija, italijanski svetnik, ustanovitelj cerkvenega reda vallombrozijcev († 1310)
- Marija Brabantska, bavarska vojvodinja († 1256)
- Ulrik I., grof Württemberga († 1265)

## Smrti
- 7. marec - William Longespée, angleški plemič, nezakonski sin Henrika II., 3. grof Salisbury (* 1176)
- 10. julij - As-Zahir, abasidski kalif (* 1175)
- 16. september - Pandulf Masca, papeški legat v Angliji
- 17. september - Vilijem VI., markiz Montferrata (* 1173)
- 3. oktober - Sveti Frančišek Asiški, italijanski pridigar, ustanovitelj reda frančiškanov (* 1181)
- 8. november - Ludvik VIII., francoski kralj (* 1187)
- 15. november - Friderik Isenberški, grof, izobčenec (* 1193)
- 13. december - Friderik II. Hohenstaufen, rimsko-nemški cesar, sicilski kralj (* 1194)

Neznan datum
- Bernart Arnaut d'Armagnac, okcitanski trubadur
- Filip Antiohijski, iure uxoris kralj Kilikijske Armenije
- Filip II., mejni grof Namurja (* 1195)
- Valeran IV., vojvoda Limburga (* 1160)
- cesar Xianzong, dinastija Zahodna Xia (* 1181)